# Aloe princeae
Aloe princeae é uma espécie de liliopsida do gênero Aloe, pertencente à família Asphodelaceae.